# Jaroslav Soukup (réalisateur)
Pour les articles homonymes, voir Jaroslav Soukup et Soukup.
Jaroslav Soukup, né le 19 novembre 1946 à Plzeň, est un scénariste et réalisateur tchécoslovaque.

## Biographie
Animateur du club des cinéastes amateurs de Plzeň, Jaroslav Soukup filme dès 1961 avec sa caméra 8 mm. Il étudie à l'Académie du film de Prague (la FAMU) de 1967 à 1972 dans la classe d'Elmar Klos. Son œuvre la plus connue est Romaneto, un film de 1980 sur la vie de l'écrivain Jakub Arbes, un film tout imprégné de l’atmosphère du vieux Prague.

## Filmographie
- 1995 : Byl jednou jeden polda